# 褐翅鸦鹃
褐翅鸦鹃为杜鹃科鸦鹃属的鸟类，俗名大毛鸡、乌鸦雉、毛鸡、黄蜂、红毛鸡。分布于印度、斯里兰卡、东至菲律宾、印尼、台灣的金門與馬祖以及中国大陆的浙江、福建、贵州、广东、广西、云南、海南等地，该物种的模式产地在浙江宁波。
其种加词“sinensis”意为“中华的”。

## 棲息地

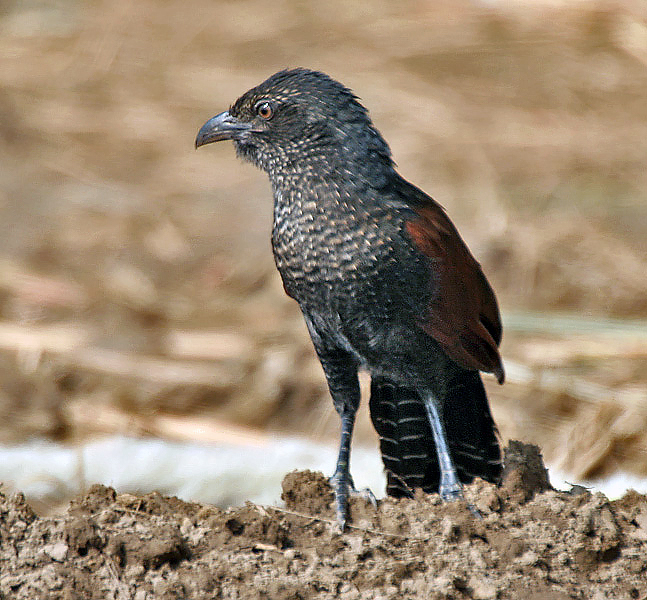
亞成鳥

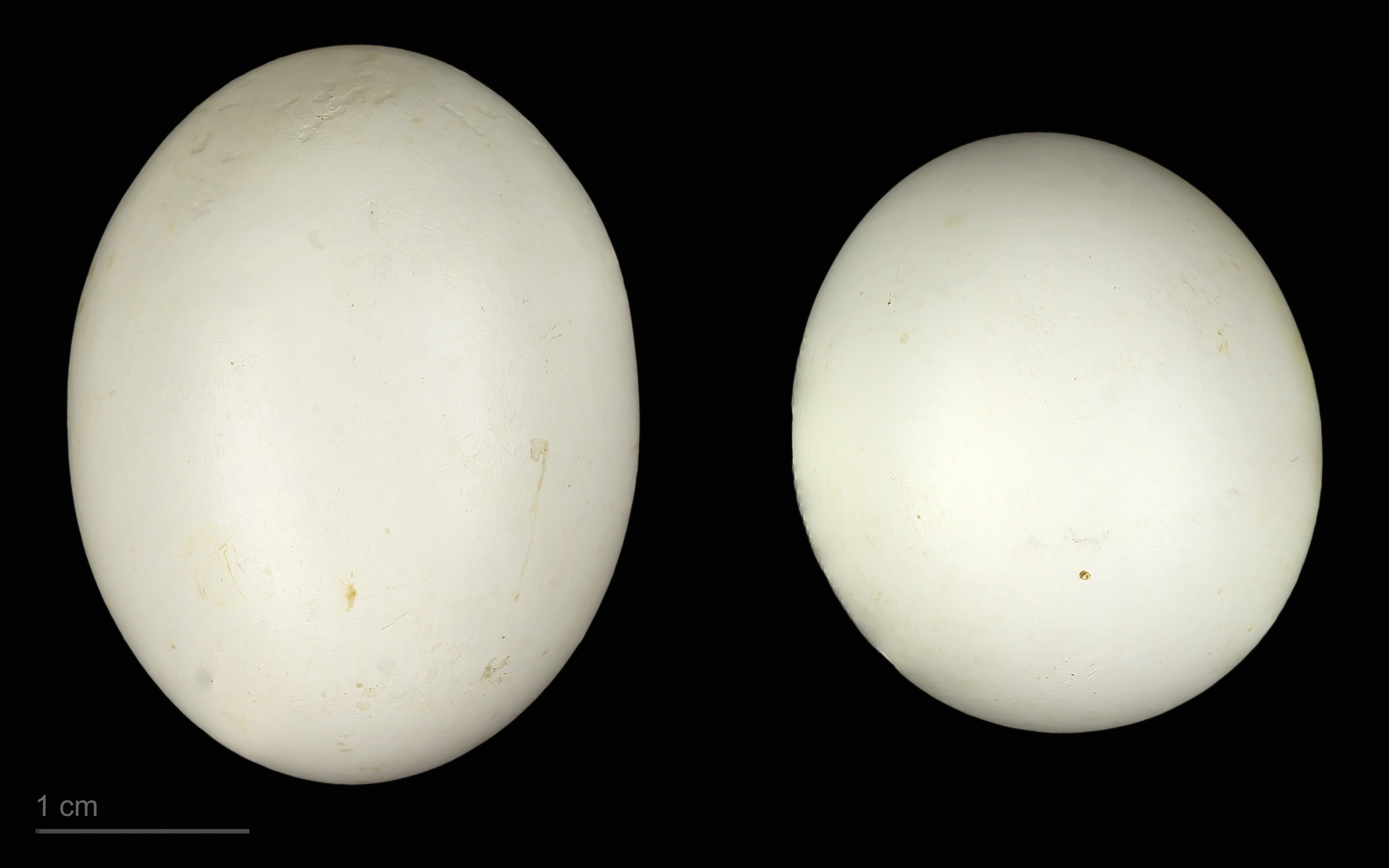
卵 Centropus sinensis 在巢中 Centropus toulou

一般栖息于低山坡、平原村边的灌木丛、竹丛、芒草丛、芦苇丛中以及喜近有水源的地方。

## 保护
- 中国国家重点保护动物等级：二级

## 亚种
- 褐翅鸦鹃印度亚种（学名： Stresemann, 1913）。分布于印度半岛的。[5]
- 褐翅鸦鹃云南亚种（学名： Hume, 1873）。分布于向南至中南半岛、西至印度以及中国大陆的云南、海南等地。[5][6]
- 褐翅鸦鹃指名亚种（学名： Stephens, 1815）。分布于喜马拉雅山麓至印度以及中国大陆的浙江、福建、广东、广西、贵州等地。[5][7]

## 外部連結
- 褐翅鴉鵑(Centropus sinensis)鳴聲（页面存档备份，存于）香港觀鳥會鳥鳴集